# Ulrich I. (Kärnten)
Ulrich I. († 7. April 1144) aus dem Geschlecht der Spanheimer war Herzog von Kärnten und in Personalunion Markgraf von Verona von 1135 bis 1144.

## Leben und Wirken
Er war der älteste Sohn Herzog Engelberts und der Uta von Passau. Seinen Namen erhielt er wegen seines mächtigen und einflussreichen Großvaters dem Passauer Burggrafen Ulrich.
1135 wurde er auf dem Reichstag in Bamberg von Kaiser Lothar III. nach Verzicht seines Vaters auf die Herzogswürde mit dem Herzogtum Kärnten belehnt. 1136/37 war er mit dem Kaiser in Italien unterwegs, war ab 1138 Staufer-Stütze und hatte laufend Streit mit den großen Kärntner Adelsfamilien, den Salzburger Erzbischöfen und den Bischöfen von Bamberg.
Er starb 1144 und ist im Kloster Rosazzo beigesetzt.

## Familie
Ulrich I. war verheiratet mit Judith, Tochter des Markgrafen Hermann II. von Baden (nicht gesichert).
Kinder:
- Heinrich V. († 1161), Herzog von Kärnten
- Hermann (II.) († 1181), Herzog von Kärnten
- Ulrich († vor 1161), Graf von Laibach
- Gottfried († vor 1144), Mönch
- Pilgrim/Peregrin († 1161), Patriarch von Aquileia (1131/32–1161) (nicht gesichert)